# Crassula
Crassula (L., 1753) è un genere di piante succulente sempreverdi appartenente alla famiglia delle Crassulaceae.
Il suo nome deriva dal latino crassus (grasso), con riferimento alle caratteristiche foglie succulente.
Benché si tratti di un genere cosmopolita la maggioranza delle specie è originaria del Sudafrica, dove numerosi sono gli endemismi. Molte specie sono apprezzate come ornamentali, coltivate soprattutto come piante da appartamento. Tre di queste appartengono alla flora indigena italiana.

## Tassonomia
Il genere Crassula è stato descritto per la prima volta nel 1753 da Linneo nel suo Species Plantarum con sole 10 specie al suo interno, mentre ad oggi ne conta 205.
Tra le più note vi sono:
- Crassula arborescens ((Mill.)Willd., 1798) — può raggiungere anche i 3 metri di altezza, ha foglie carnose di forma ovale il colore è grigiastro punteggiato di rosso ai margini, la sua fioritura anche se rara, si presenta con fiori piccoli e bianchi.
- Crassula ovata ((Mill.) Druce, 1917) o Crassula argentea — viene spesso confusa con la arborescens a causa della stretta somiglianza, ma le sue foglie sono spatulate, piatte e arrotondate sulla parte superiore. È la più diffusa del genere e ne esistono molte varietà tra cui una variegata. Produce piccoli fiori raccolti in infiorescenze di colore rosa. Viene comunemente chiamata albero di giada.
- Crassula perfoliata var. falcata ((J.C.Wendl.) Toelken, 1975) — ha fusto eretto e foglie vellutate di colore grigio verde e a forma di lama di falce, i suoi bellissimi fiori sono grandi e fittamente addensati di colore rosso scarlatto.
- Crassula perforata (Thunb., 1778) — ha foglie verde scuro macchiate di bianco di forma triangolare, appuntite e rivolte verso il basso, il fusto è sottile.

Sono indigene della regione mediterranea:
- Crassula alata ((Viv.) A.Berger, 1930) — presente nel Mediterraneo orientale e nella costa nordafricana[3].
- Crassula basaltica (Brullo & Siracusa, 1994) — specie endemica dell'isola siciliana[4].
- Crassula tillaea (Lest.-Garl., 1903) —  indigena anche in Italia[5].
- Crassula vaillantii ((Willd.) Roth., 1827) —  indigena anche in Italia[6].

Menzioniamo anche Crassula aquatica ((L.) Schönland, 1891), autoctona di una vasta area nell'Europa Settentrionale.
Diverse altre specie, introdotte per opera dell'uomo, risultano ormai naturalizzate nell'area mediterranea.

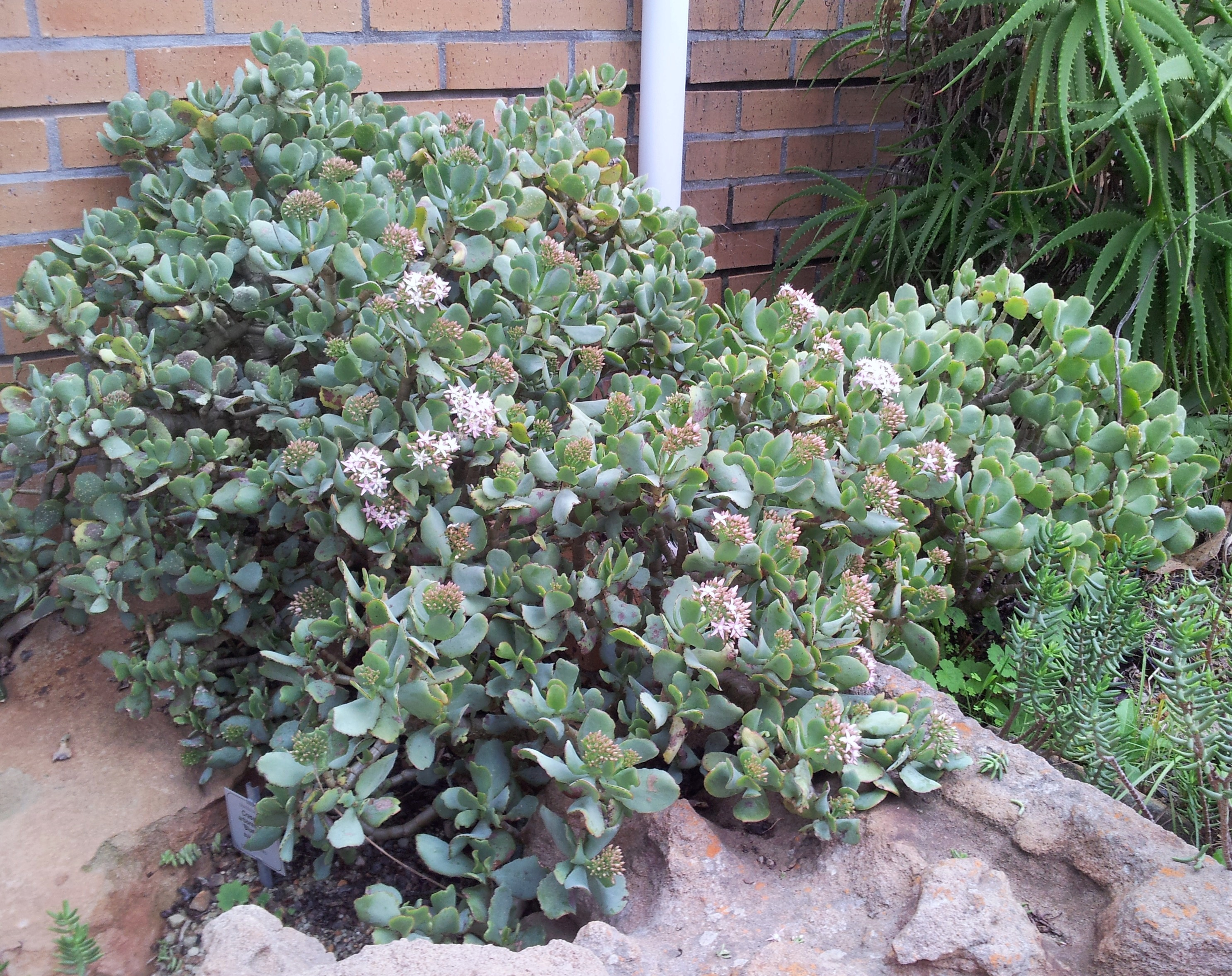
Crassula arborescens.
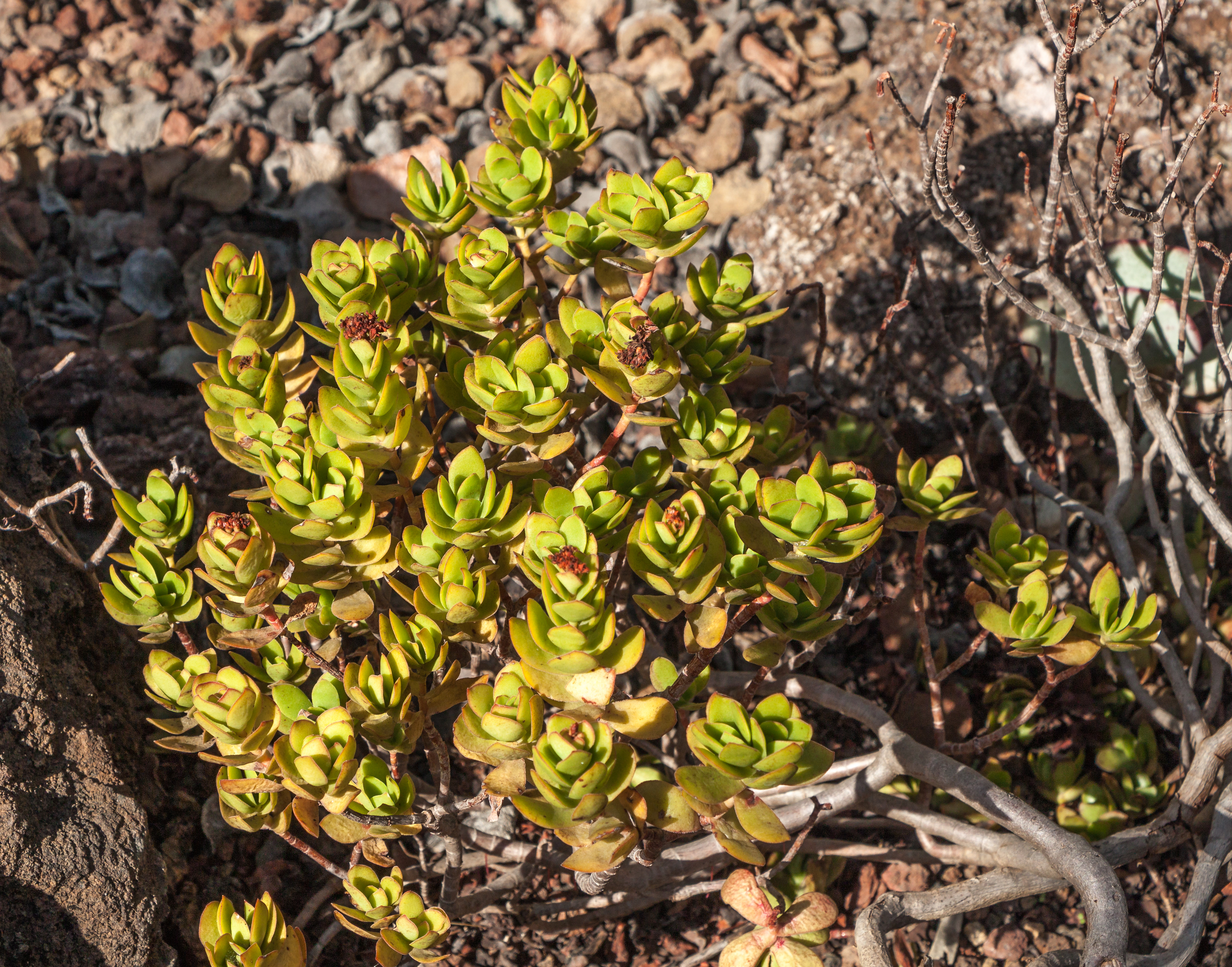
Crassula cultrata
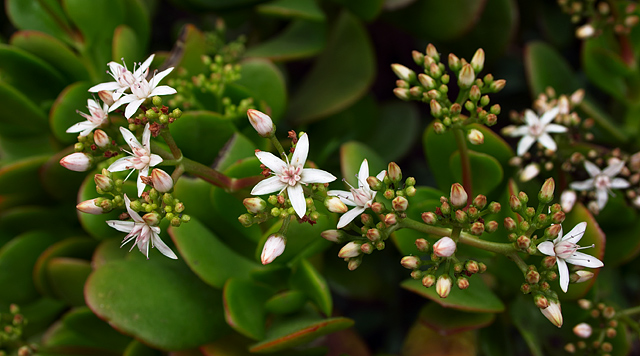
Crassula ovata, meglio nota come albero di giada.
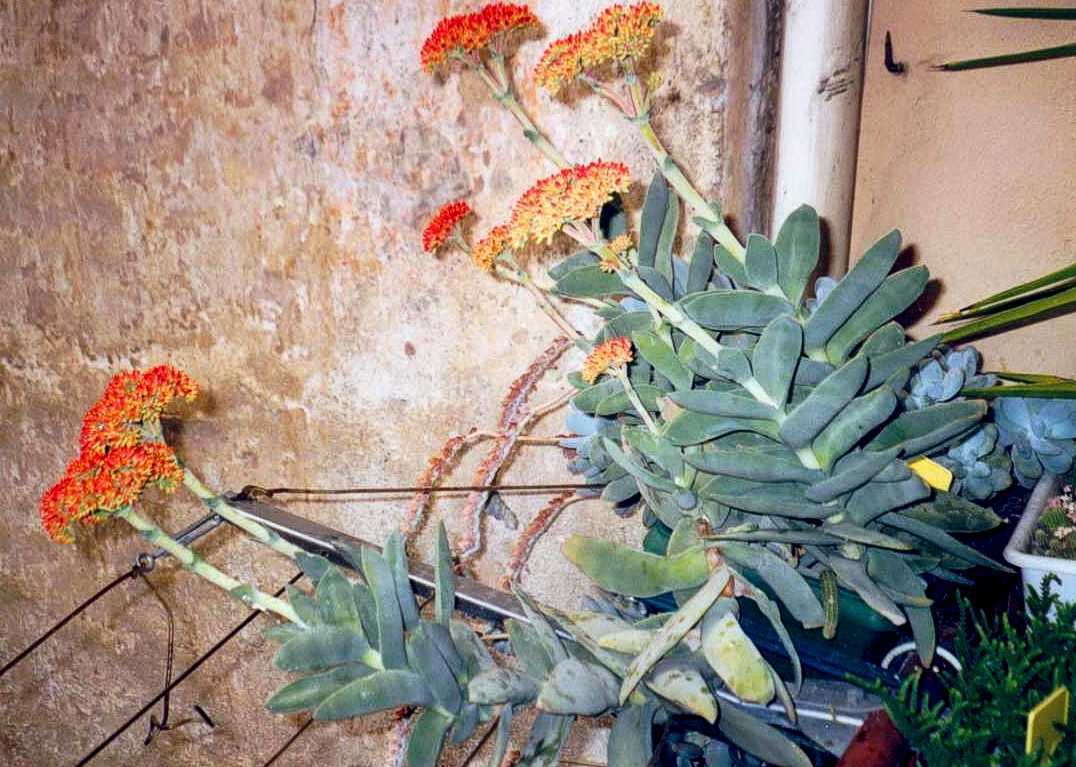
Crassula perfoliata var. falcata
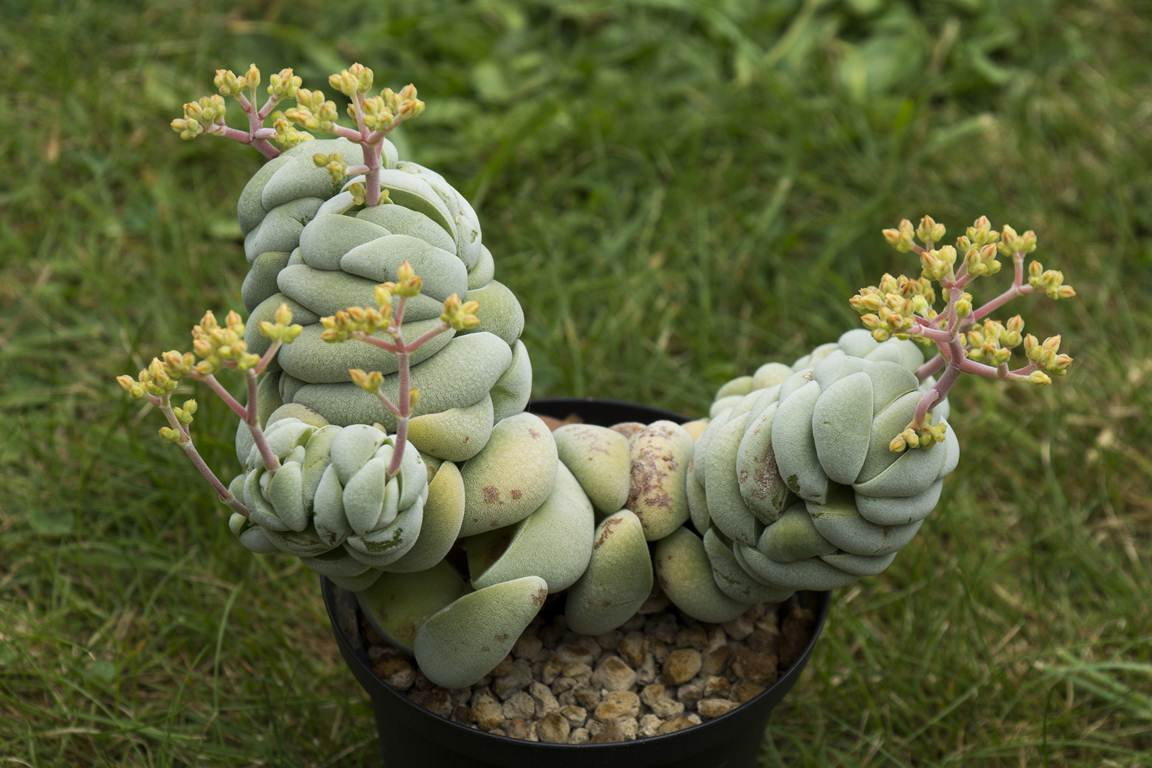
Crassula alstonii.
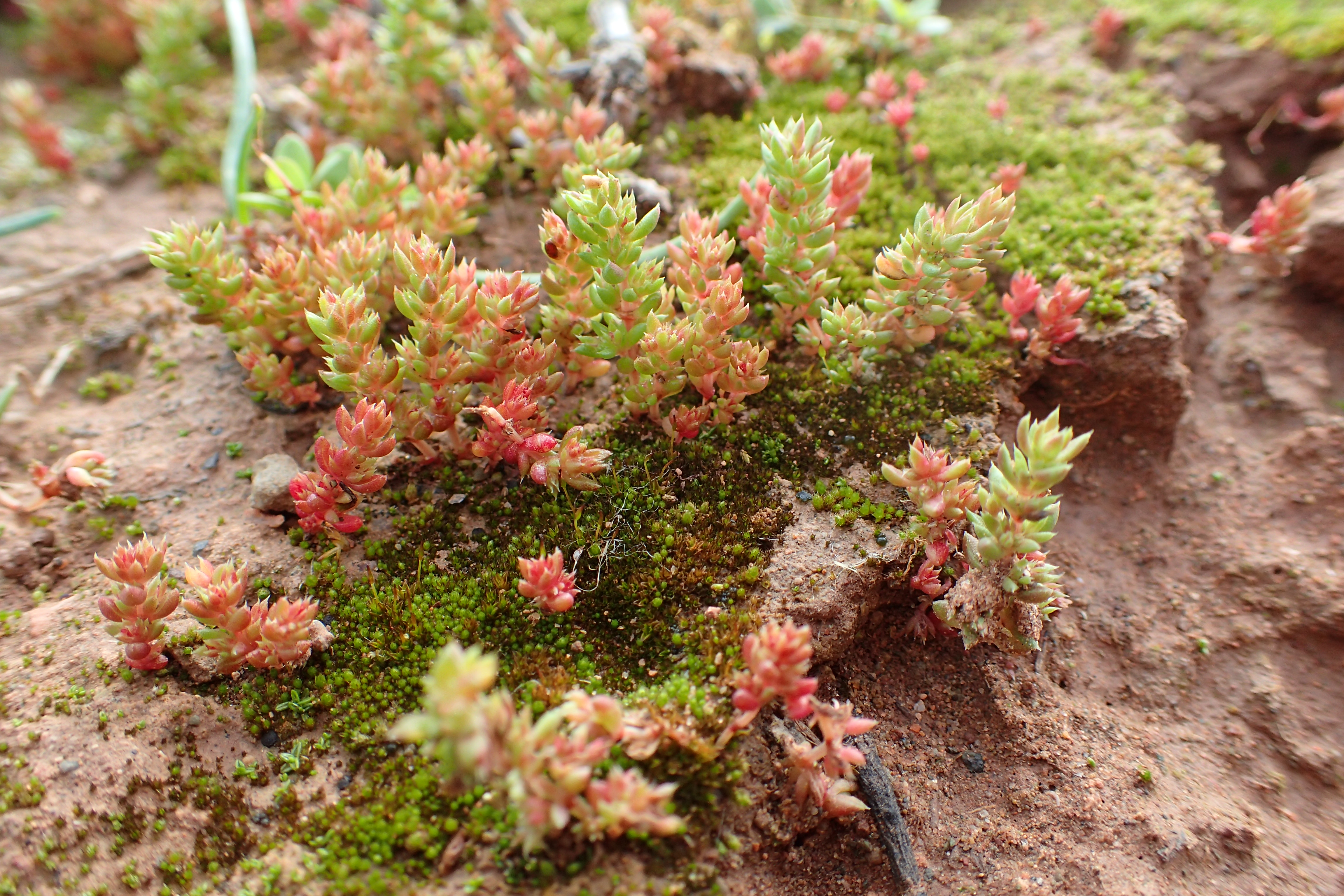
Crassula tillaea, una delle specie indigene in Italia.
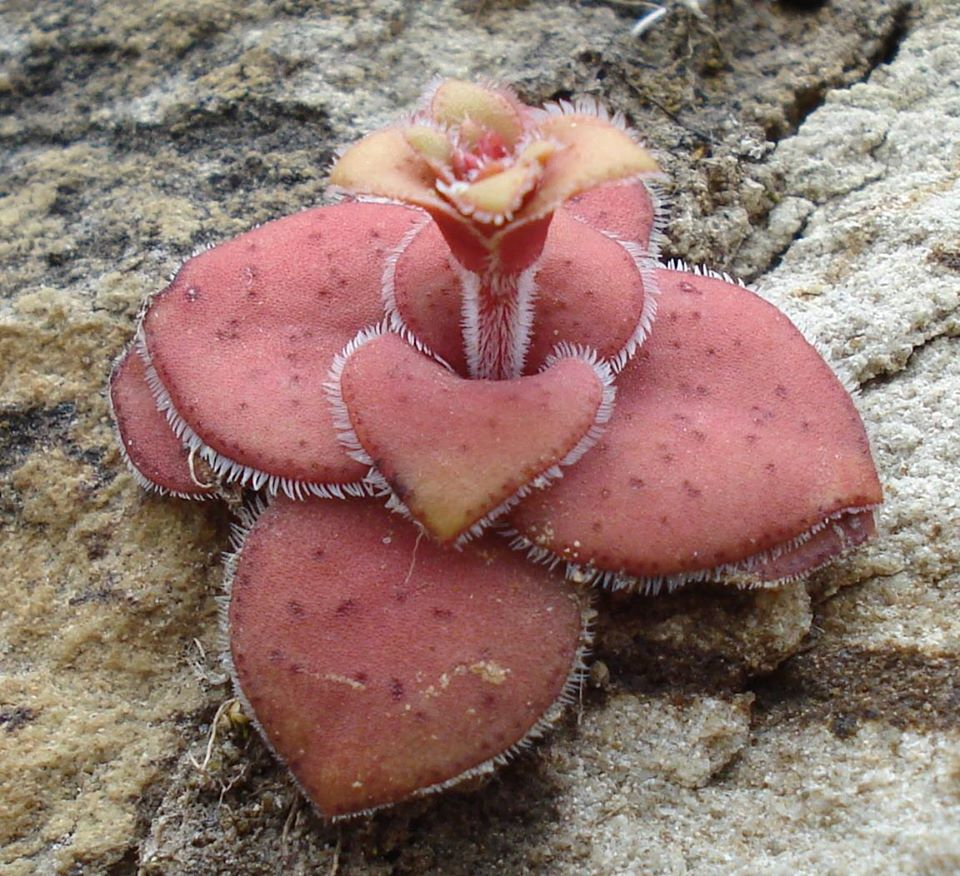
Crassula compacta.
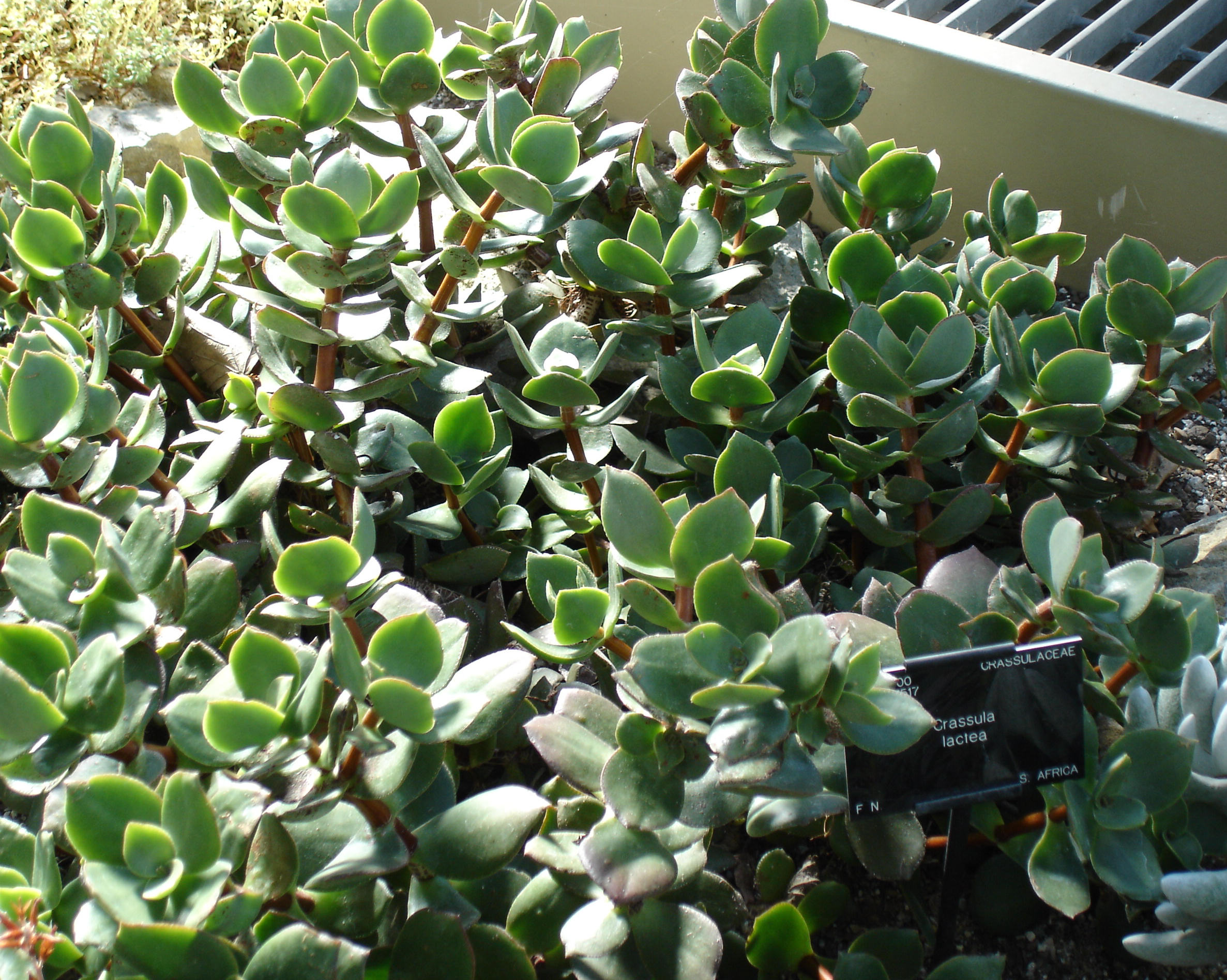
Crassula lactea

## Coltivazione
La coltivazione delle Crassula richiede un terreno molto poroso composto da terra concimata, terriccio di foglie e sabbia, l'esposizione per quasi tutte le specie è di mezzo sole pur richiedendo comunque una grande luminosità.
Le annaffiature in estate dovranno essere frequenti, mentre in inverno quasi del tutto sospese. La temperatura nel periodo invernale non dovrà essere inferiore ai 7-5 °C.
La moltiplicazione può avvenire sia per seme che per talea. Per seme in terriccio leggero misto a sabbia in zona ombreggiata e ad una temperatura di 21 °C. Per talea mettendole a radicare in sabbia umida.